# 賽馬教育
賽馬教育是指競賽馬在一賽馬場首次出賽前，為其安排的出賽前訓練。
一般而言，馬匹對於未曾接觸的賽道環境而保持警惕，或多或少會影響馬匹於首次出賽時的競賽表現而無法發揮其應有水準。而賽馬教育正是透過提前適應賽道環境，從而減低出賽馬匹的對出賽的恐懼。

## 賽馬教育的例子
- 日本馬匹高精工有在初次出賽的環境上會四處張望的僻好，故此這匹馬在出賽國際一級賽東京優駿前，曾於東京競馬場上演的NHK盃上陣。
- 另一匹日本馬小栗帽在出賽1988年的有馬紀念賽前，曾於競賽上演的中山競馬場進行訓練。